# Општина Котор Варош
Котор Варош је општина у Републици Српској, БиХ. Сједиште општине је насељено мјесто Котор Варош. По попису становништва 2013. у Босни и Херцеговини, а према коначним подацима за Републику Српску које је издао Републички завод за статистику, у општини Котор Варош је живјело 18.361 лице.

## Географија
Општина Котор Варош налази се у долини ријеке Врбање, југоисточно од Бање Луке. Опасана је планинама: Борјом на истоку, Узломцем на северу, Влашићем на југу и Чемерницом на западу. Граничи се са општинама Теслић, Челинац, Кнежево и Травник. Површина општине је око 564,26 km². Надморска висина креће се од 220 м на северозападу до 1.739 м на југоистоку.
Клима је умерено континентална са утицајима планинске климе и климе панонског басена. Средња годишња температура износи 10,5 °C (- 1,3 у јануару, а 20,2 у јулу и августу).

## Историја
Прво которварошко насеље, средњовековни град Котор, свакако је настало много пре 9. вијека, јер, према веродостојним изворима, прије тога је било је "неколико пута похаран“.
Подаци су преузети из дјела Балтазара Сплићанина, неспорног касног писца, који, у вези са догађајима у 9. вијеку спомиње Босанско Краљевство и поријекло имена данашњег града Котора у Бококоторском заливу, који је као и Рисан, био у граничном подручју југоисточног дијела Краљевине Босне.
Према оба извора, у именовању будућег града Котора, у вријеме када су Угари често упадали у Босанско Краљевство и у више наврата пустошили територију босанског града Котора, којег у другој књизи своје Географије Герард Руднигер означава као Весекатро "близу Бањалуке". Могуће је да је назив потиче од појма вазал (лат. vassallus = слуга, вазал код краља Франака, а касније других европских владара, који од краља добија посјед – лено или феуд) и присвојног придјева cataro (=катарски). Не може се искључити ни могућност да је Васекатро био уточиште и/или насеобина Катара, јер исти коријен имају и латински термини за именице ваза (văs, vasis, mn. vāsa, vasōrum = посуда, ратна направа) и јамац, данас жирант или гарант (= văs, vădis).
Племићи из босанског Котора, по имену, Нендор, Мирослав и Вуксан, заједно са још некима, сазнавши да се зида нови град на мору, отишли су са свом својим имовином велике вриједности у злату и сребру према познатој локацији, будући да је Босанско Краљевство било богато рудама племенитих метала. Када су, према Михаелу Солињанину (у опису Далмације), стигли у Рисан, разгласили су своју намјеру да подигну тврђаву у којој би били сигурни. Када се то сазнало у насељу Аскривија, позвали су их да планиране трошкове уложе у изградњу већ започетог града, "те да здружени живе као прави пријатељи и грађани“.

Босанци, који су то иначе жељели, не прихватише одмах овај приједлог већ послије неколико дана одговорише да су спремни удовољити њиховом тражењу, али под условом да се нови град назове именом града из којег долазе - Котор. Ово нису прихватили Аскривљани, али се доцније (каже Солињанин), по наговору бискупа, сложише да баце жријеб, те тако одлуче којим именом да се град назове. И жријеб испаде у прилог Которана...
Сљедећи писани документи о насељу на овим просторима датирају из 1322, 1323. и 1412. године. То је повеља Стефана II Котроманића (босански бан од 1322. до 1353), који дарује Вукосаву Хрватинићу, 1322, жупе Даница и Врбања са градовима Кључ и Котор као личну имовину, јер је помагао у преузимању власти у сукобима са Бабунићима. Овај феудални посјед 1404. шири Хрвоје Вукчић Хрватинић (Стјепанчић), који се називао господарем Доњих Краја (подручје од Врбаса до преко Сане). Иако су угарски краљеви Лудовик I и Сигисмунд (који је касније освојио Хрватску, Чешку и Њемачку покушали освојити Босну, то им није полазило за руком. Чак је угарски краљ Сигисмунд I 1411. Хрвоју Вукчићу Хрватинићу признао право посједовања Доњих Краја. У то вријеме градови Koтор и Звечај у Тијесном код Бања Луке имали су стратешки значај за одбрану босанске државе.
Још од тог времена датирају данашња народна вјеровања у чудотворну воду са извора (точка) Бобас, који се налази изнад истоименог водопада на десној литици Јакотине, под зидинама тамнице у (сада срушеној) утврди Котор (на литици лијеве обале ријеке).

## Насељена мјеста
Подручје општине Котор Варош чине насељена мјеста:
Баштина, Билице, Бољанићи, Борци Горњи, Борци Доњи, Вагани, Варјаче, Вечићи, Вишевице, Вранић, Врбањци, Гарићи, Грабовица, Глуха Буковица*, Дуратовци, Забрђе, Засеље, Јакотина, Котор Варош, Крушево Брдо I, Крушево Брдо II*, Липље, Маљева, Масловаре, Раштани, Ободник, Орахова, Паливук, Плитска, Подбрђе, Подосоје, Постоје, Присочка, Равне, Радохова, Селачка, Соколине, Стопан, Товладић, Ћорковићи, Хадровци, Хрваћани, Шибови и Шипраге.
Највећи дио пријератне општине Котор Варош остао је у саставу Републике Српске. У састав Федерације БиХ ушли су мањи дијелови насељених мјеста Крушево Брдо I и Крушево Брдо II, док је у састав општине Котор Варош ушао мањи дио насељеног мјеста Глуха Буковица које је прије рата припадало општини Травник.

## Политичко уређење

### Општинска администрација
Начелник општине представља и заступа град и врши извршну функцију у Котор Вароши. Избор начелника се врши у складу са изборним Законом Републике Српске и изборним Законом БиХ. Градску администрацију, поред начелника, чини и скупштина града. Институционални центар општине Котор Варош је насеље Котор Варош, гдје су смјештени сви општински органи.
Начелник општине Котор Варош је Зденко Сакан испред Партије демократског прогреса, који је на ту функцију ступио након локалних избора у Босни и Херцеговини 2016. године. Састав скупштине општине Котор Варош је приказан у табели.

## Становништво
По службеном попису становништва из 1991. године, општина Котор Варош је имала 36.853 становника, распоређених у 42 насељена места.
По попису становништва 2013. у Босни и Херцеговини, а према коначним подацима за Републику Српску које је издао Републички завод за статистику, у општини Котор Варош је живјело 18.361 лице.
| Националност       | 2013.           | 1991.           | 1981.           | 1971.           |
| Срби               | 12.730 (69,33%) | 14.056 (38,14%) | 14.771 (41,36%) | 15.255 (46,46%) |
| Муслимани/Бошњаци  | 4.516 (24,60%)  | 11.090 (30,09%) | 9.667 (27,06%)  | 8.366 (25,48%)  |
| Хрвати             | 852 (4,64%)     | 10.695 (29,02%) | 9.572 (26,80%)  | 8.863 (26,99%)  |
| Југословени        | —               | 745 (2,02%)     | 1.269 (3,55%)   | 176 (0,53%)     |
| остали и непознато | 263 (1,43%)     | 267 (0,72%)     | 434 (1,21%)     | 172 (0,52%)     |
| Укупно             | 18.361          | 36.853          | 35.713          | 32.832          |

Приказ кретања броја становника по насељеним мјестима између два пописа. Резултати по насељима за 2013. годину су коначни подаци за Републику Српску које је издао Републички завод за статистику.
|    | Насеље          | 1991. г. | 2013. г. |
| -- | --------------- | -------- | -------- |
| 1  | Баштина         | 453      | 134      |
| 2  | Билице          | 506      | 21       |
| 3  | Бољанићи        | 266      | 106      |
| 4  | Борци Горњи     | 462      | 99       |
| 5  | Борци Доњи      | 419      | 255      |
| 6  | Вагани          | 370      | 86       |
| 7  | Варјаче         | 217      | 85       |
| 8  | Вечићи          | 1.744    | 608      |
| 9  | Вишевице        | 372      | 0        |
| 10 | Вранић          | 277      | 84       |
| 11 | Врбањци         | 2.975    | 1.902    |
| 12 | Гарићи          | 1.341    | 498      |
| 13 | Грабовица       | 887      | 392      |
| 14 | Глуха Буковица  | 1.041    | 0        |
| 15 | Дуратовци       | 502      | 31       |
| 16 | Забрђе          | 1.154    | 482      |
| 17 | Засеље          | 322      | 123      |
| 18 | Јакотина        | 694      | 19       |
| 19 | Котор Варош     | 7.411    | 7.330    |
| 20 | Крушево Брдо I  | 398      | 33       |
| 21 | Крушево Брдо II | 399      | 66       |
| 22 | Липље           | 744      | 271      |
| 23 | Маљева          | 595      | 200      |
| 24 | Масловаре       | 2.284    | 1.930    |
| 25 | Ободник         | 842      | 650      |
| 26 | Орахова         | 1.612    | 178      |
| 27 | Паливук         | 391      | 22       |
| 28 | Плитска         | 663      | 6        |
| 29 | Подрбрђе        | 775      | 183      |
| 30 | Подосоје        | 159      | 117      |
| 31 | Постоје         | 403      | 174      |
| 32 | Присочка        | 1.423    | 208      |
| 33 | Равне           | 443      | 196      |
| 34 | Радохова        | 700      | 236      |
| 35 | Селачка         | 303      | 38       |
| 36 | Соколине        | 504      | 0        |
| 37 | Стопан          | 346      | 109      |
| 38 | Товладић        | 341      | 178      |
| 39 | Ћорковићи       | 175      | 91       |
| 40 | Хадровци        | 613      | 137      |
| 41 | Хрваћани        | 745      | 248      |
| 42 | Шибови          | 671      | 230      |
| 43 | Шипраге         | 952      | 652      |

- Насељена мјеста без пописаних становника 2013. године нису исказана у коначним резултатима пописа, међутим вриједности за та насељена мјеста су читљиве из прелиминарних резултата пописа гдје су таква мјеста означена са "- нема појаве", односно без становника.[6]

## Познате личности
- Џерард Селман
- Стојан Жупљанин
- Радослав Гајанин